# Fossa infraspinata

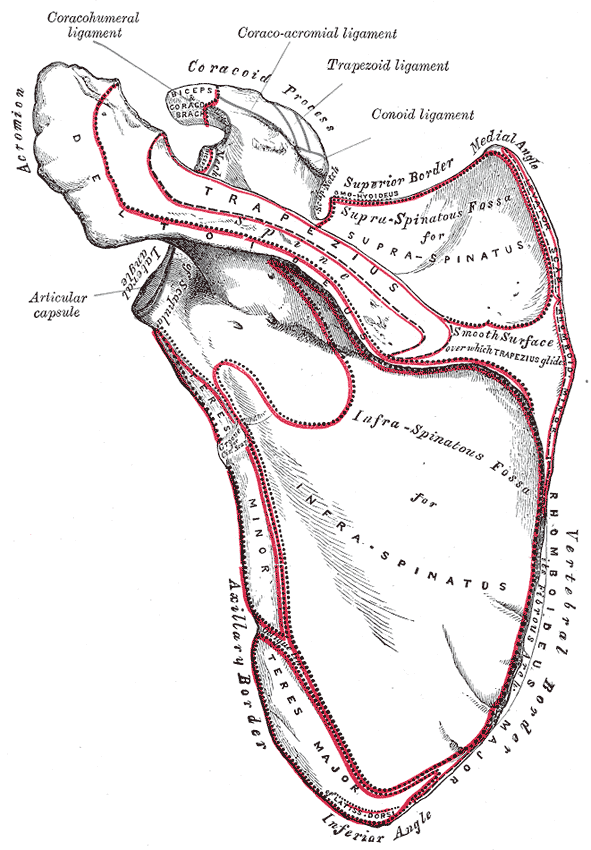
Vänster skulderblads baksida.

Fossa infraspinata (latin: "fossan under skulderkammen") är en fossa på skulderbladets baksida (facies dorsalis scapulae) under skulderkamen (spina scapulae). 
Upptill, innanför dess mediala kant, finns en grund fördjupning. I dess centrum ligger en framträdande förhöjning och längs dess laterala kant löper en djup fåra. I de mediala två tredjedelarna av fossan har m. infraspinatus sitt ursprung och den laterala tredjedelen täcks av samma muskel.
Längs med fossans laterala kant löper en ås som sträcker sig från cavitas glenoidalis ned runt skulderbladets nedre vinkel (angulus inferior scapulae) för att sluta omkring 2,5 centimeter upp på skulderbladets mediala kant (margo medialis scapulae). I åsen fäster ett fibröst septum som avskiljer m. infraspinatus från m. teres major och m. teres minor. Mellan åsen och skulderbladets laterala kant finns en smal yta som vidgar sig nedåt. I ytans övre två treddjedelar fäster m. teres minor och vid dess nedre tredjedel fäster m. teres major liksom några av m. latissimus dorsis fibrer. Mellan dessa muskler finns en urgröpning som ger utrymme för skulderbladets cirkumflexa kärl (arteria circumflexa scapulae). Även de båda teres-musklerna avskiljs av ett septum som korsar ytan.